# Kościół Wniebowzięcia Najświętszej Maryi Panny w Chorzowie
Kościół Wniebowzięcia Najświętszej Maryi Panny w Chorzowie – ceglany kościół wzniesiony w latach 1898–1901 w Chorzowie, wpisany do rejestru zabytków nieruchomych województwa śląskiego. Należy do dekanatu Chorzów Batory archidiecezji katowickiej. Mieści się przy ulicy Farnej, w dzielnicy Chorzów Batory.

## Historia
Świątynia została wybudowana w latach 1898–1901 według projektu architekta Ludwiga Schneidera. Kamień węgielny został poświęcony w dniu 23 października 1898 roku. Prace budowlane prowadziła firma Wieczorek z Królewskiej Huty. Budowla konsekrowana w dniu 15 września 1901 roku przez kardynała Georga Koppa.

## Architektura
Kościół w stylu neogotyckim z czerwonej cegły. Świątynia pseudobazylikowa, trójnawowa, z przyporami, wzniesiona na planie krzyża łacińskiego (67,6 m × 33,6 m, nawa główna o szerokości 22 m), z transeptem, wokół pięciobocznego prezbiterium aneksy-kaplice. Nawy nakryte sklepieniami gwiaździstymi.
Świątynia jest w stanie pomieścić około 5000 osób na powierzchni 1053 m², natomiast kubatura wynosi 21 316 m³. Dach o powierzchni 3118 m². W ryzalicie zachodniej fasady wieża o wysokości 73 metrów, zwieńczona wysmukłym hełmem, z wejściami na emporę. W górnej części wieża ma przekrój kwadratu.
Elewacja udekorowana blendami, fryzami, ślepymi maswerkami, sterczynami. Wejście główne w postaci portalu z malowidłem przedstawiającym Jezusa błogosławiącego dzieci autorstwa Jadwigi Kigiel. W nastawie ołtarza głównego znajduje się obraz przedstawiający Matkę Boską Wniebowziętą autorstwa nieznanego włoskiego malarza, który ufundowała żona Wilhelma Kollmana, dyrektora huty Bismarck; oraz wokół niego obrazy ze sceną Zwiastowania i Nawiedzenia Najświętszej Maryi Panny, pomiędzy nimi a głównym obrazem umieszczono statuy św. Anny i św. Jana Chrzciciela. W świątyni znajdują się relikwie świętych Albana i Gaudentego. W oknach prezbiterium witraże z wizerunkami: św. Elżbiety, św. Jadwigi, św. Jana Nepomucena i św. Józefa. W transepcie znajdują się dwie kaplice, jedna z rzeźbą Chrystusa w Ogrójcu, druga w postaci groty z figurą Matki Boskiej. W kaplicy bocznej znajdują się: rzeźbiony tryptyk z Pietą, płaskorzeźbą św. Weroniki i św. Heleny. Obok prezbiterium powstała kaplica ku czci bł. Józefa Czempiela. W kruchcie kościoła znajduje się rzeźba Jezusa Ukrzyżowanego autorstwa Brolla nadnaturalnej wielkości.

## Galeria

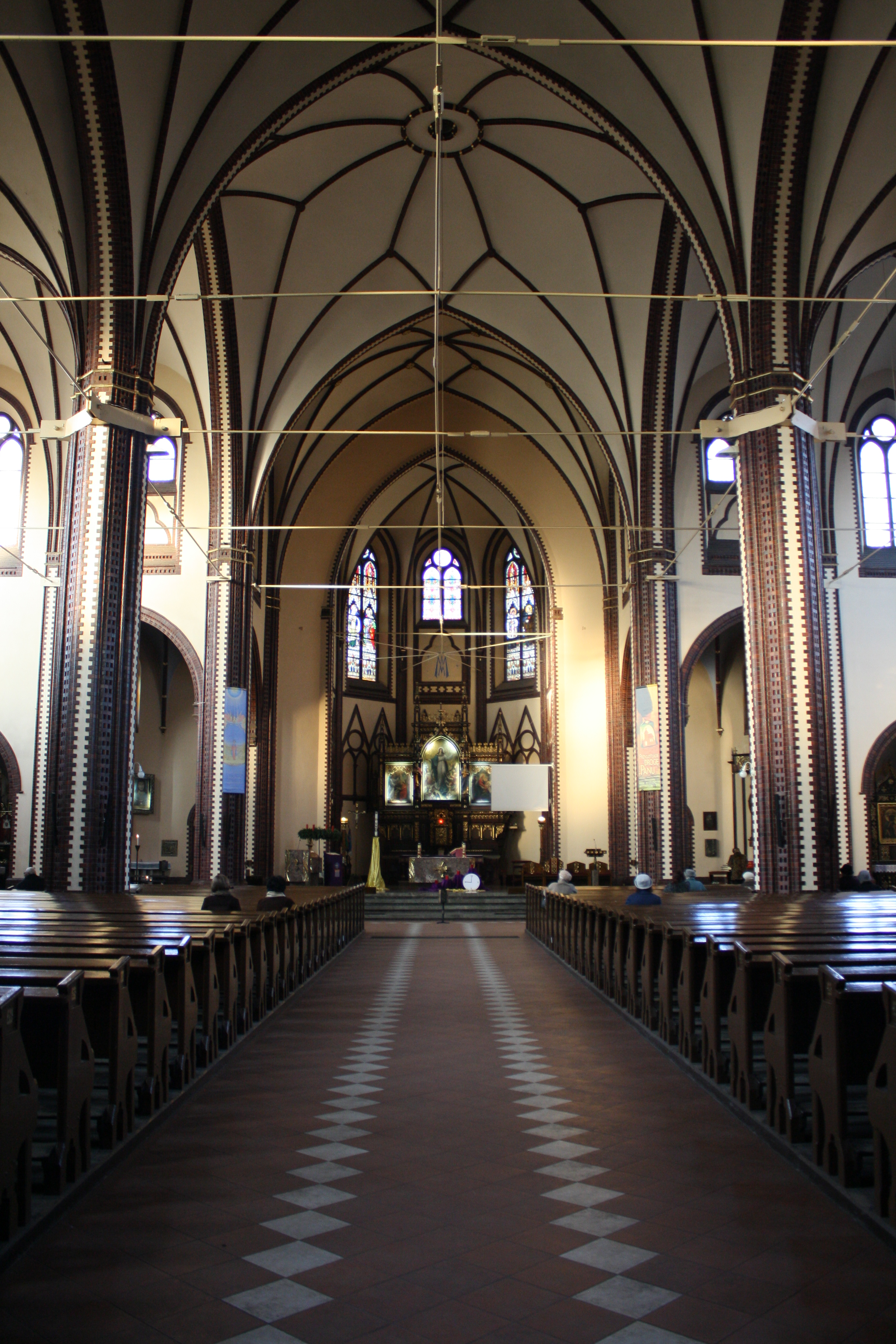
Nawa główna (2008)
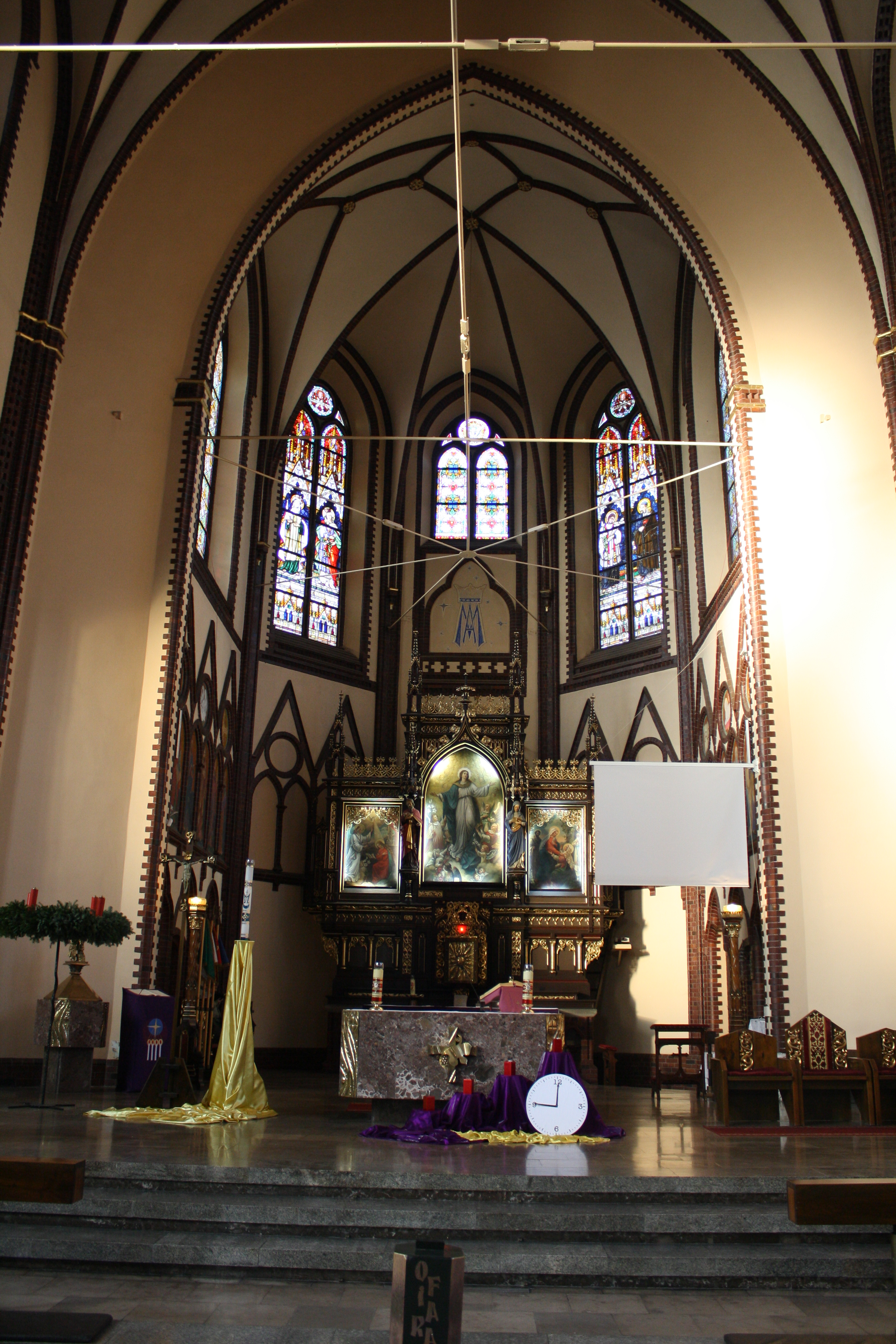
Prezbiterium (2008)
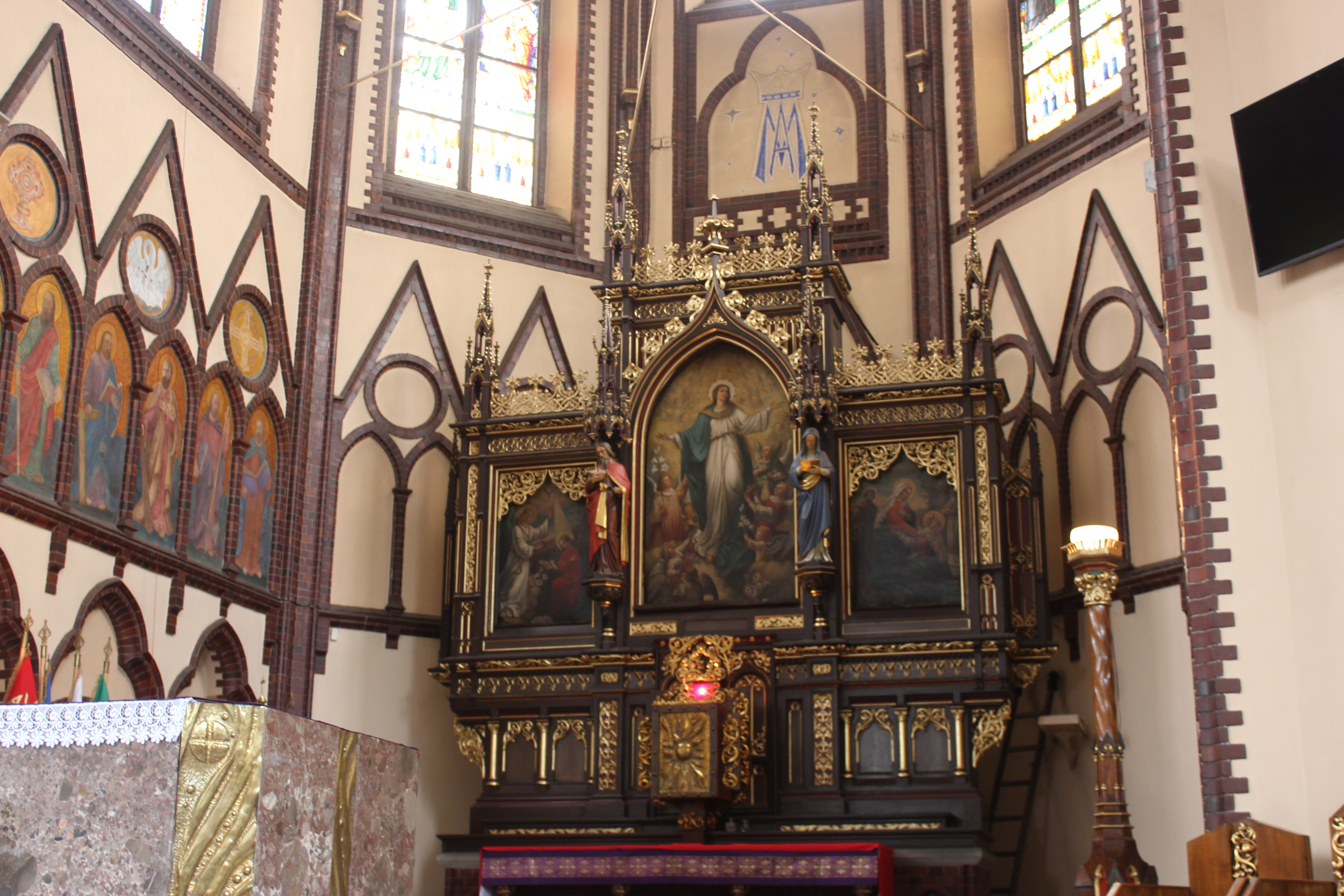
Nastawa ołtarza głównego (2016)
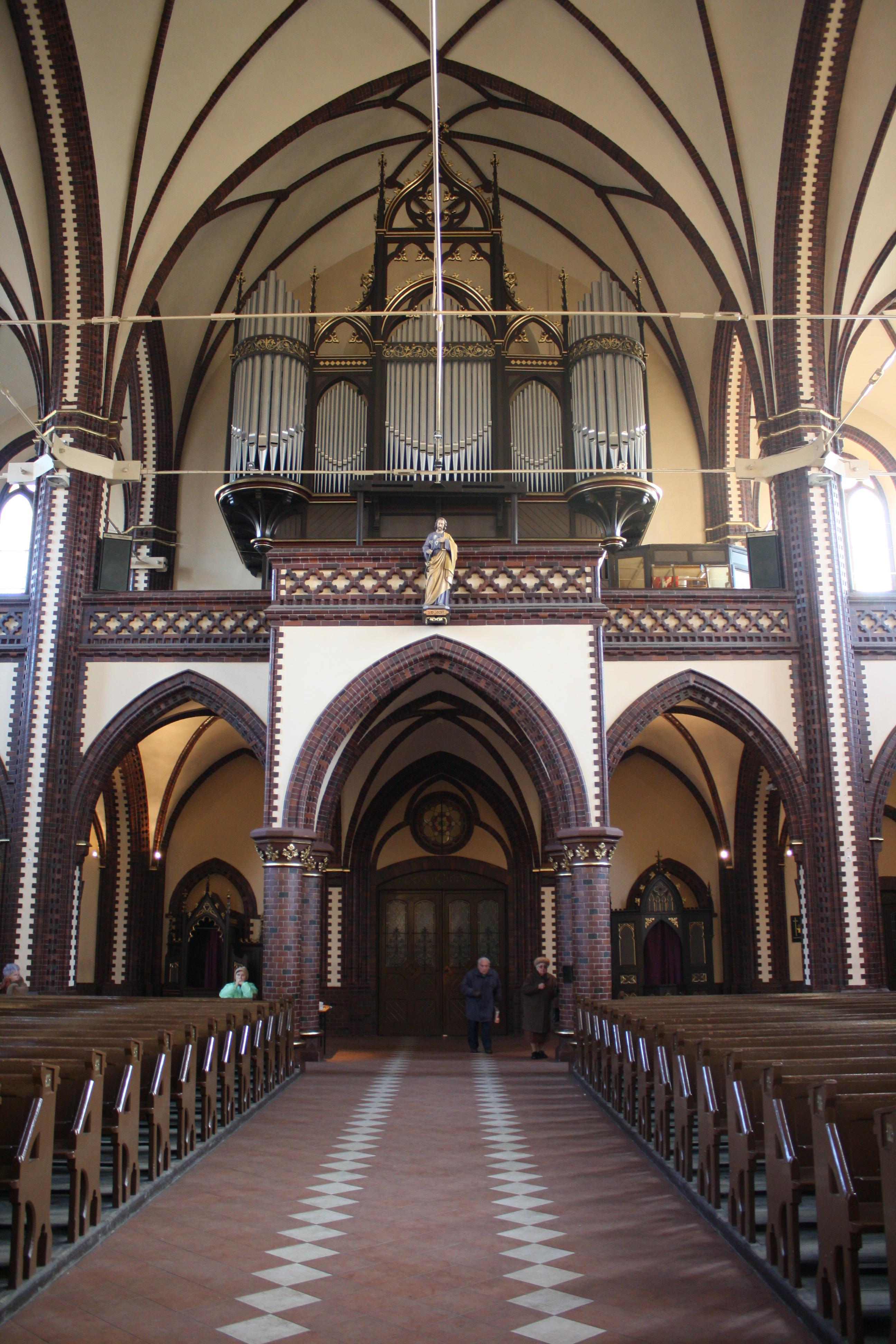
Empora i prospekt organowy (2008)
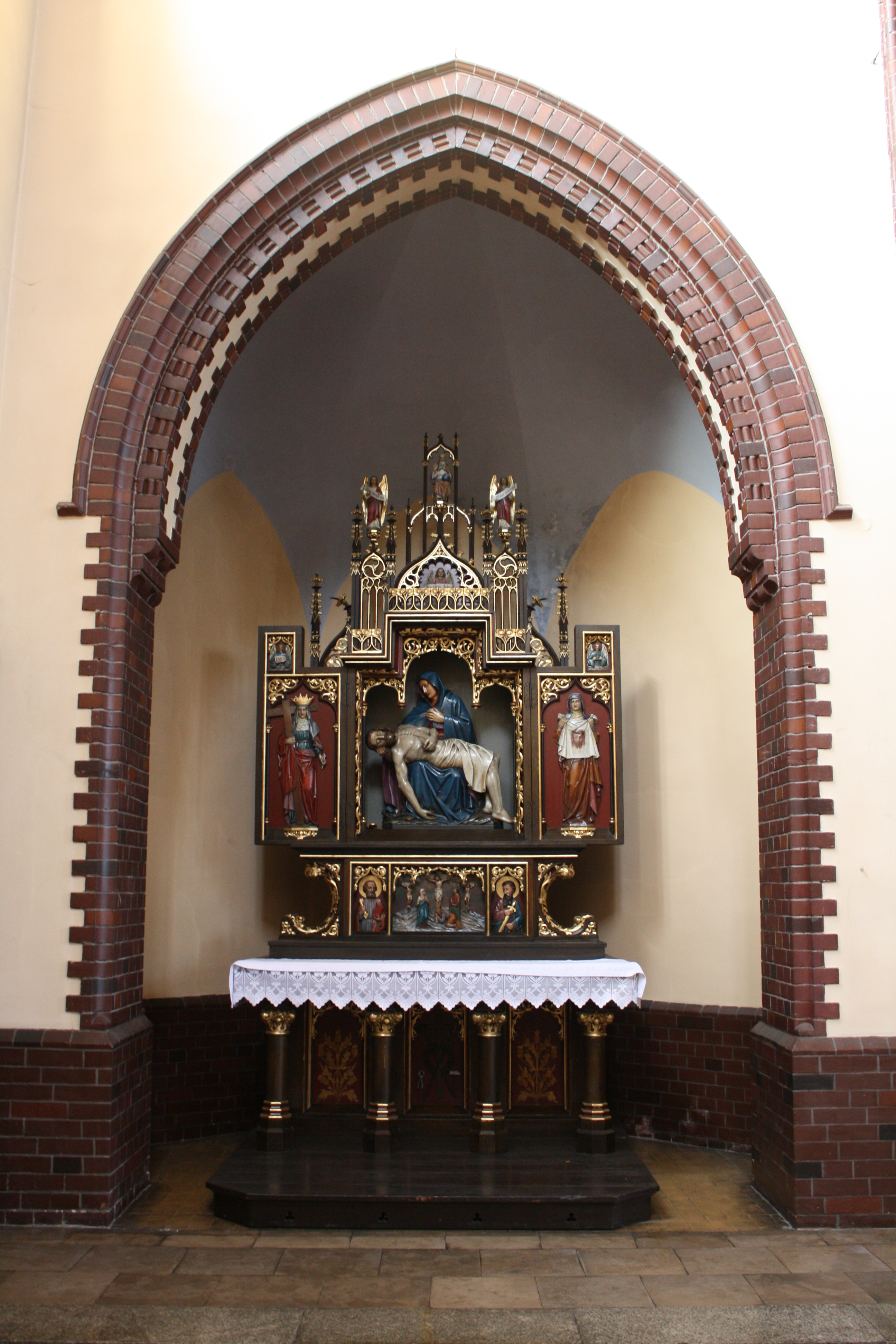
Ołtarz boczny ze sceną Piety (2008)
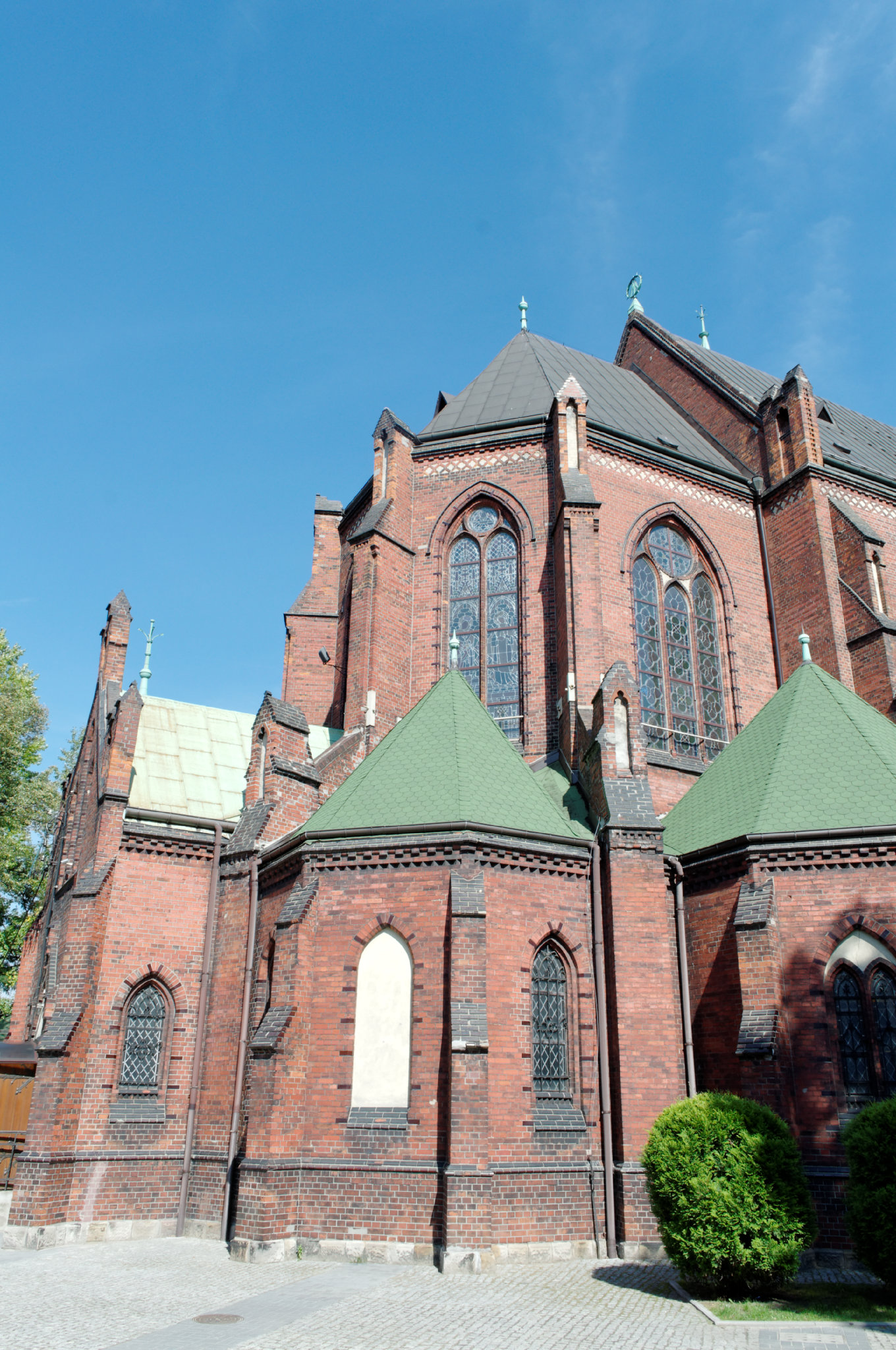
Absyda i kaplice wokół prezbiterium (2011)
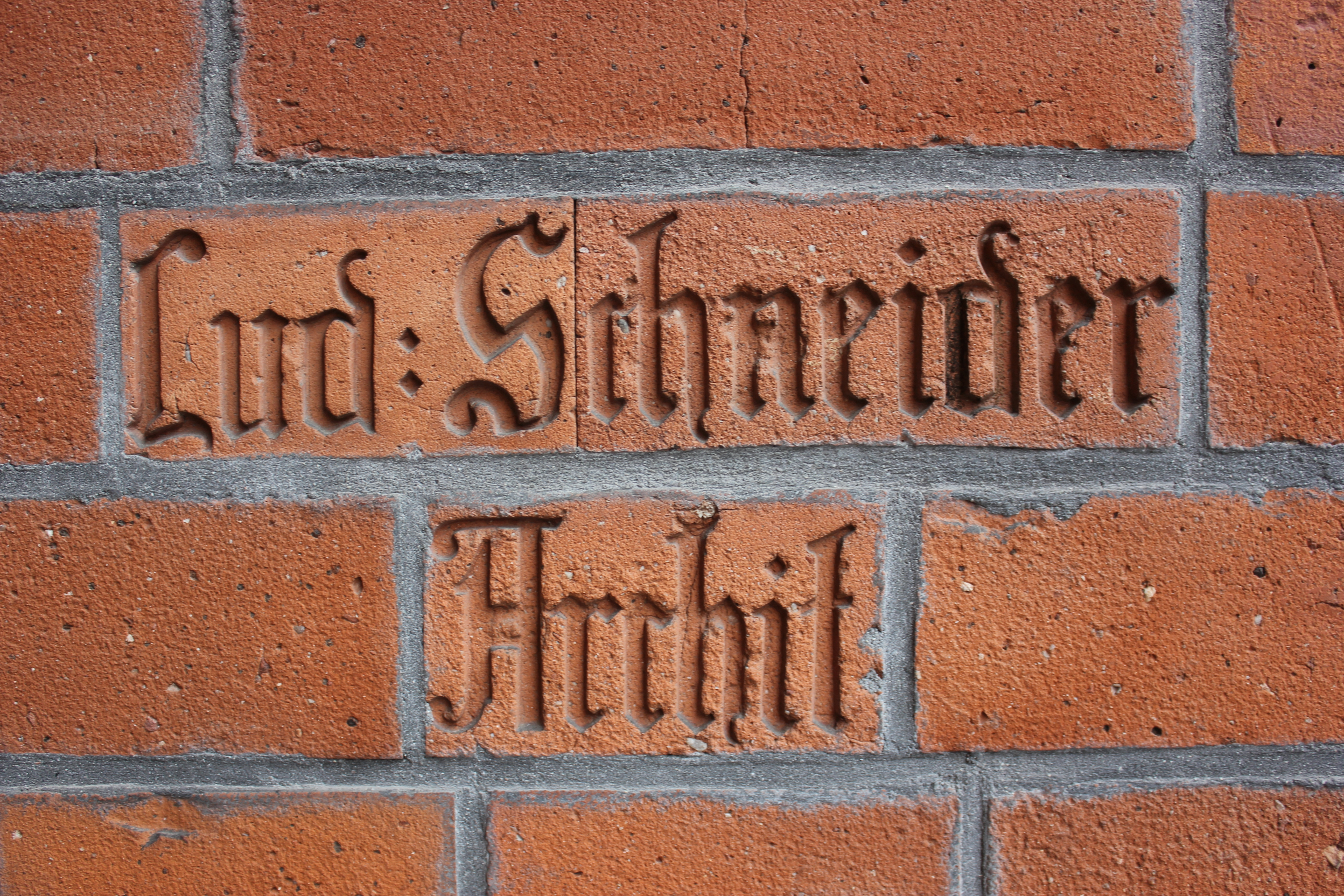
Cegły z wytłoczonym napisem: Lud: Schneider / Archit (2017)